# ТЕС Палмейрас-ді-Гояс
ТЕС Палмейрас-ді-Гояс — теплова електростанція в Бразилії у штаті Гояс.
У 2011 році на майданчику станції ввели в експлуатацію 99 генераторних установок на основі двигунів внутрішнього згоряння загальною потужністю 175,5 МВт.
В 2014-му внаслідок аварії вийшли з ладу 11 установок, які протягом кількох років так і не були відремонтовані. В 2020-му регуляторний орган призупинив дозвіл на їх експлуатацію, так само, як і для ще 4 установок, котрі мали поганий технічний стан.
Як паливо станція використовує нафтопродукти.
Видача продукції відбувається по ЛЕП, розрахованій на роботу під напругою 230 кВ.